# Кевін Герн
Кевін Рей Герн (англ. Kevin Ray Hern; народився 4 грудня 1961) — американський бізнесмен і політик зі штату Оклахома. Республіканець, він є членом Палати представників Сполучених Штатів від 1-го конгресового округу Оклахоми. Голова Республіканського дослідницького комітету, групи консервативних республіканців у Палаті представників , Герн був вперше обраний до Палати Представників у 2018 році. У січні 2023 року на виборах спікера Палати представників Сполучених Штатів Герн був висунутий на посаду спікера Палати як протестний кандидат проти Кевіна Маккарті. 4 жовтня 2023 року він оголосив про свою кампанію на посаду спікера Палати представників Сполучених Штатів після того, як Маккарті було усунено згідно з процедурою подання про відставку спікера.

## Ранні роки і освіта
Кевін Герн народився на базі ВПС у Міссурі, після розлучення батьків Герн разом із матір’ю Фредою Фленсбург  і молодшим братом переїхав до округу Поуп у штаті Арканзас. Він закінчив Дуврську середню школу в 1980 році та Арканзаський технічний університет у 1986 році, а потім працював у Rockwell International, здобуваючи ступінь доктора філософії з космічної інженерії в Технологічному інституті Джорджії. Після катастрофи на «Челленджері» в 1986 році він залишив свою дипломну програму, не закінчивши її 
Герн отримав ступінь MBA в Університеті Арканзасу, Літтл-Рок, у 1999 році 

## Кар'єра

### Франшизи McDonald's
У 1987 році Герн переїхав до Арканзасу і пішов працювати в McDonald's ; протягом кількох років він був операційним менеджером кількох франшиз McDonald's у районі Літл-Рок. У січні 1997 року він купив свій перший McDonald's у Норт-Літл-Рок. Він продав цю франшизу в 1999 році, щоб переїхати до Маскогі, штат Оклахома, де придбав дві франшизи. Він розширив свій бізнес до 18 франшиз у Талсі, штат Оклахома. У 2018 році, під час своєї першої виборчої кампанії, The Frontier придумав прізвисько «Макконгресмен» для Герна, посилаючись на його франшизи McDonald's. Після його обрання це прізвисько підхопили інші ЗМІ. Свою останню франшизу McDonald's він продав у 2021 році

### Поточний бізнес
На додаток до своїх ресторанних голдингів, Герн заснував низку інших підприємств в Оклахомі, включаючи свиноферму, комунальний банк і кілька шкільних спортивних видань. У 2019 році він володів компанією, яка виробляла декор і меблі для деяких з найбільших ресторанних компаній США та мав активи вартістю від 38,7 до 92,9 мільйонів доларів.
Під час пандемії COVID-19 корпорація Hern's KTAK отримала від American Bank and Trust від American Bank and Trust від 1 до 2 мільйонів доларів США кредитів для малого бізнесу з федеральною підтримкою в рамках Програми захисту зарплати. КТАК заявив, що збереже 220 робочих місць. Позику вважали помітною, оскільки Герн є явним противником бюджетного дефіциту; у 2018 році, обговорюючи збалансований бюджет, він сказав: «Хоч це неможливо легко вирішити, перший крок очевидний: припиніть додавати до цього». У 2020 році він сказав: «Це не фінансова допомога. Це погашення того, що уряд забрав у американських працівників і бізнесу» KTAK працює по франшизі. Під час переговорів щодо Програми захисту зарплат Герн наполягав на збільшенні суми допомоги, що надходить до франшиз. Герн посідав сьоме місце в Палаті представників Сполучених Штатів за загальною кількістю торгів акціями під час перебування на посаді в період з січня 2020 року по січень 2022 року та порушив Закон про біржі в 2021 році 

## Палата представників США

### Вибори

#### 2018 рік
Після того як Джим Брайденстайн пішов у відставку з Палати представників Сполучених Штатів у 2018 році, щоб стати адміністратором NASA, Герн балотувався, щоб замінити його в 1-му конгресовому окрузі Оклахоми на виборах 2018 року. Герн вийшов у другий тур праймаріз, де переміг Тіма Гарріса. Потім він пройшов до загальних виборів, де переміг кандидата від Демократичної партії Тіма Гілпіна. Губернатор Мері Феллін, що залишила свій пост, призначила Герна працювати до кінця третього терміну Брайденстайна. Вона змогла це зробити, тому що згідно із законодавством штату Оклахома, якщо місце в Палаті представників стає вакантним у парному році, а термін повноважень чинного президента закінчується наступного року, губернатор може призначити когось на решту терміну. Відповідно, Герн був приведений до присяги в Палаті представників 13 листопада

#### 2020 рік
На загальних виборах у листопаді 2020 року Герн переміг кандидата від Демократичної партії Коджо Асамоа-Цезара та самовисуванку Евелін Л. Роджерс.

#### 2022 рік
Герн балотувався на третій термін у 2022 році, незважаючи на припущення, що він може балотуватися на вакантне місце в Сенаті США, яке звільнив Джим Інхоф. Герн переміг кандидата від Демократичної партії Адама Мартіна та самовисуванку Евелін Л. Роджерс на загальних виборах у листопаді.

### Перебування на посаді члена Палати Представників
У грудні 2020 року Герн був одним із 126 республіканських членів Палати представників, які підписали протокол amicus на підтримку Техасу проти Пенсільванії, позову, поданого до Верховного суду Сполучених Штатів щодо оскарження результатів президентських виборів 2020 року, в яких Джо Байден переміг чинного президента Дональда Трампа. Верховний суд відмовився розглядати справу на тій підставі, що Техас не мав права відповідно до статті III Конституції оскаржувати результати виборів, проведених іншим штатом. У 2022 році Герн був одним із 39 республіканців, які проголосували за Закон про модернізацію зборів за подачу заявок на злиття 2022 року, антимонопольний пакет законів, який розправлятиметься з корпораціями за антиконкурентну поведінку. Герн був серед 71 республіканців, які проголосували проти остаточного ухвалення Закону про фінансову відповідальність 2023 року в Палаті представників.

#### Імміграційна політика
Герн проголосував проти Закону про подальші консолідовані асигнування 2020 року, який дозволяє міністерству національної безпеки США майже вдвічі збільшити доступні візи H-2B до кінця 2020 фінансового року 
Герн проголосував проти Консолідованого закону про асигнування (HR 1158), який фактично забороняє імміграційним і митним органам співпрацювати з Департаментом охорони здоров’я та соціальних служб для затримання або видалення нелегальних іноземців, які спонсорують дітей без супроводу.
Герн виступив спонсором HR 6202, американського Закону про технічних працівників від 2021 року, представленого конгресменом Джимом Бенксом. Законодавство встановлює мінімальну заробітну плату для висококваліфікованої візової програми H-1B, тим самим значно зменшуючи залежність роботодавця від програми. Законопроект також скасує програму факультативного практичного навчання, яка дозволяє іноземним випускникам залишатися і працювати в Сполучених Штатах.
У липні 2021 року Герн проголосував проти двопартійного Закону про союзників, який збільшить на 8000 кількість спеціальних імміграційних віз для афганських союзників збройних сил США під час їх вторгнення до Афганістану, а також зменшить деякі вимоги до заявок, які спричинили тривале відставання в розгляді заявок; законопроект, прийнятий у Палаті голосами 407 проти 16.

#### Вибори спікера в січні 2023
Під час восьмого голосування на виборах спікера Палати представників у 2023 році Герн отримав два голоси від Палати представників Лорен Боберт і Джоша Бречіна. Сам Герн голосував за Кевіна Маккарті. Він був офіційно висунутий Бобертом під час дев'ятого голосування та отримав три голоси. Він знову був висунутий Бобертом під час десятого голосування  і отримав сім голосів. Під час 11-го голосування депутат Боб Гуд від Вірджинії висунув Герна, і він отримав сім голосів. Після голосування Герн сказав The Frontier, що не виключає балотування на посаду спікера, і він «подумає та помолиться про [це], перш ніж приймати рішення». Наступного дня Кевін Маккарті отримав достатньо голосів членів Палати Представників і виграв вибори.

#### Вибори спікера жовтня 2023
4 жовтня 2023 року він оголосив про свою передвиборчу кампанію на посаду спікера Палати представників Сполучених Штатів після того, як Маккарті було усунено за процедурою подання про відставку.

## Політичні позиції

### Сирія
У 2023 році Герн був серед 47 республіканців, які проголосували за H.Con.Res. 21, який наказував президенту Джо Байдену вивести війська США з Сирії протягом 180 днів.

### Соціальне забезпечення
Герн назвав поточні витрати на соціальне забезпечення "трагічними". Він є рішучим прихильником вимог до роботи для програм соціального забезпечення та вважає свою підтримку програми тимчасової допомоги нужденним сім’ям її вимогами до роботи.

## Особисте життя
У Герна та його дружини Теммі троє дітей і двоє онуків. Це його другий шлюб.
Герн — протестант.